# Regeringen Lindman II
Regeringen Lindman II var Sveriges regering 1928–1930, med Arvid Lindman som statsminister. Vid andrakammarvalet 1928 hade Lantmanna och borgarepartiet i andra kammaren ökat med 8 mandat.
Efter valet lämnade den första Ekmanregeringen in sin avskedsansökan. Kung Gustav V anmodade regeringen att sitta kvar som expeditionsministär för att tills vidare sköta löpande ärenden. Kungen höll därefter konferenser med partiledarna och Andra kammarens talman (Första kammarens talman, Axel Vennersten, var utomlands). Efter dessa överläggningar kallades högerledarna Lindman och Trygger in och anmodades att bilda en borgerlig koalitionsregering.
Efter ett tag utskickades följande kommuniké : Amiral Lindman och universitetskansler Trygger hava meddelat h. m : t konungen att de fullgjort sitt uppdrag att undersöka möjligheten för bildandet av en borgerlig koaltionsregering. Vid konferens med excellensen Ekman har denne förklarat, att han icke kan medverka till åstadkommande av en dylik regering.
Det kom en liknande förklaring från det liberala partiets ledare, den förre utrikesministern Eliel Löfgren. Bondeförbundet förklarade genom Petrus Nilsson i Gränebo att de var för en borgerlig koalitionsregering. Efter ett tag fick regeringsfrågan en lösning då amiral Lindman fick uppdraget att bilda regering.
Vid regeringsbildningen avgav den nye statsministern följande regeringsförklaring:
Medborgerlig frihet och enskild äganderätt äro grundvalar för den bestående samhällsordningen. Samförstånd mellan alla dem som vilja upprätthålla denna samhällsordning utgör enligt min mening en bjudande nödvändighet. Tanken på ett gemensamt arbete i detta syfte har emellertid icke förmått tränga igenom, när frågan gällt bildande av regering. I denna situation har högern - sedan den förra ministären avgått - funnit sig med hänsyn till utgång av de nyss förrättade valen icke höra tycka att i regeringsställning söka vinna stöd för en politik, som kan utlösa så stor samverkan som möjligt till vårt folks hälsa.
De frågor, som för den av Eders Majestät utsedda ministären framstå såsom de för närvarande viktigaste, äro tillvaratagande av rikets yttre säkerhet under fredens hägn och dess inre säkerhet under lagens värn samt näringslivets främjande och den produktiva verksamhetens underlättande. Genom naturliga produktionsgagnande åtgärder bör arbetslösheten kunna i största möjliga grad motverkas. Av särskild betydelse är stärkandet av samhörighetskänslan mellan företagare och arbetare, den förnämsta förutsättningen för ökad arbetsfred och därigenom för tryggare levnadsförhållanden.
I vårt arbete påräkna vi stöd av alla dem, som gilla våra syften och tro på vår ärliga vilja att förverkliga dem
Bland de viktigaste händelserna under den andra Lindmanregeringen var bland annat arbetsfredskonferensen hösten 1928 under ordförandeskap socialministern Sven Lübeck. En annan uppmärksammad händelse var sparbankskraschen 1929 som ledde till finansministern Nils Wohlins avgång.
I trontalet 1930 förutskickades höjningar av spannmålstullar och andra åtgärder för att hjälpa lantbrukarna. Regeringen fick igenom stöd åt mejeriodlingen och betodlingen, man föreslog också höjningar av spannmålstullarna och införande av ett särskilt inmalningstvång. Detta bestod i att en viss mängd svensk brödsäd skulle blandas i det importerade, detta i avsikt att kraftigt stödja de spannmålsproducerande bönderna. Inmalningstvånget antogs av Riksdagen men de höjda spannmålstullarna väckte opposition hos riksdagsvänstern. Under riksdagsdebatten i slutet av maj 1930 gjorde regeringen tullarna till kabinettsfråga och riksdagens avslag fällde Lindmans regering.
Efter några dagar, den 7 juni 1930, tillträdde den andra Ekmanregeringen.

## Statsråd
* Statsminister eller departementschef
| Statsminister          |  | Arvid Lindman            | 2 oktober 1928 | 7 juni 1930  | Allmänna valmansförbundet |
| Justitieminister       |  | Georg Bissmark           | 2 oktober 1928 | 7 juni 1930  | Allmänna valmansförbundet |
| Utrikesminister        |  | Ernst Trygger            | 2 oktober 1928 | 7 juni 1930  | Allmänna valmansförbundet |
| Försvarsminister       |  | Harald Malmberg          | 2 oktober 1928 | 7 juni 1930  | Allmänna valmansförbundet |
| Socialminister         |  | Sven Lübeck              | 2 oktober 1928 | 7 juni 1930  | Allmänna valmansförbundet |
| Kommunikationsminister |  | Theodor Borell           | 2 oktober 1928 | 7 juni 1930  | Allmänna valmansförbundet |
| Finansminister         |  | Nils Wohlin              | 2 oktober 1928 | 10 juni 1929 | Allmänna valmansförbundet |
| Finansminister         |  | Adolf Dahl               | 10 juni 1929   | 7 juni 1930  | Allmänna valmansförbundet |
| Ecklesiastikminister   |  | Claes Lindskog           | 2 oktober 1928 | 7 juni 1930  | Allmänna valmansförbundet |
| Jordbruksminister      |  | Johan Bernhard Johansson | 2 oktober 1928 | 7 juni 1930  | Allmänna valmansförbundet |
| Handelsminister        |  | Vilhelm Lundvik          | 2 oktober 1928 | 7 juni 1930  | Allmänna valmansförbundet |
| Konsultativa statsråd  |  |                          |                |              |                           |
| Konsultativt statsråd  |  | August Beskow            | 2 oktober 1928 | 7 juni 1930  | Allmänna valmansförbundet |
| Konsultativt statsråd  |  | Nils Vult von Steyern    | 2 oktober 1928 | 7 juni 1930  | Allmänna valmansförbundet |